# Pigeon Bay
Pigeon Bay är en vik i Kanada och USA. Den ligger i Lake Superior (Övre sjön) mellan den kanadensiska provinsen Ontario och delstaten Minnesota i USA.